# Calotachina tricolor
Calotachina tricolor är en tvåvingeart som beskrevs av Malloch 1938. Calotachina tricolor ingår i släktet Calotachina och familjen parasitflugor. Inga underarter finns listade i Catalogue of Life.